# Grentheville
Grentheville – miejscowość i gmina we Francji, w regionie Normandia, w departamencie Calvados.
Według danych na rok 1990 gminę zamieszkiwało 597 osób, a gęstość zaludnienia wynosiła 146 osób/km² (wśród 1815 gmin Dolnej Normandii Grentheville plasuje się na 379. miejscu pod względem liczby ludności, natomiast pod względem powierzchni na miejscu 959.).